# Castello di Groß Rietz
Il castello di Groß Rietz (in tedesco Schloss Groß Rietz) è un edificio posto nel centro abitato di Groß Rietz, nel Land tedesco del Brandeburgo.
Importante esempio di architettura barocca, è posto sotto tutela monumentale (Denkmalschutz).

## Storia
Il castello venne costruito dal 1693 al 1700 per il maresciallo di corte von der Marwitz.
Il giardino, originariamente in stile barocco, venne ridisegnato nella prima metà dell'Ottocento in stile paesaggista.

## Caratteristiche
L'edificio, costruito nelle forme del barocco pre-Schlüter, conta due piani ed ha facciata scandita da colonne in ordine gigante. L'avancorpo centrale, sporgente, conta tre piani e termina superiormente con un frontone.
All'interno si conservano uno scalone monumentale in legno e i soffitti ornati da stucchi, risalenti all'epoca della costruzione.